# Gobierno de facto
Un gobierno de facto (de hecho o non de iure) es aquel que, si bien en la práctica  ejerce como tal, no está reconocido oficialmente por alguna norma jurídica.  Se establece en violación del ordenamiento constitucional del Estado ejerciendo su poder efectivo, cuyo reconocimiento internacional por parte de terceros es un acto voluntario y discrecional que atiende generalmente a la efectividad de la situación creada.
Un gobierno de facto suele referirse a un gobierno sin aprobación electoral (se aparta de la legalidad), usurpa la autoridad, no se ajusta a la ley y solo ostenta el poder. Puede haber diversos motivos para que exista un gobierno de facto:
- El gobierno que se forma tras haber tomado el poder tras un golpe de Estado. En este caso, durante un tiempo, y hasta que se restablece el orden institucional u otro gobierno lo reemplaza, el gobierno que se forma está en funciones, y no es oficial.

- Por ocupar un vacío de poder. En este caso, el gobierno oficial no es operativo por algún motivo (exilio forzado, incompetencia, etc) y, por necesidades prácticas, surge algún sistema de gobierno no oficial que toma las riendas.

Otro sentido del término sería aquel que designa a una persona que ejerce el mando efectivo del poder aunque oficialmente no tenga un título de gobierno formal.

El "Manual de operaciones" del Fondo Monetario Internacional indica que:
Un "gobierno de facto" entra o permanece en el poder por medios no previstos en la constitución del país, como un golpe de estado, revolución, usurpación, abrogación o suspensión de la constitución.